# Melvin Spencer Newman
Pour les articles homonymes, voir Newman.
Melvin Spencer Newman est un chimiste américain né le 3 octobre 1908 et décédé le 30 mai 1993. Il est surtout connu pour avoir inventé la projection de Newman, très utilisée en chimie organique notamment pour déterminer la stabilité des conformères d'une molécule.

## Biographie
Melvin Spencer Newman est né le 3 octobre 1908 à New York. Peu de temps après, sa famille déménage pour La Nouvelle-Orléans en Louisiane. Il a 14 ans lorsqu'il revient à New York avec sa famille.
Il étudie à la Riverdale County School, puis entre à l'Université Yale où il obtient son Bachelor of Arts Magna cum laude en 1929 puis son Ph.D. en 1932 sous la direction de Rudolph J. Anderson.
Après différents stages post-doctoraux, il devient enseignant à l'Université de l'État de l'Ohio, où il restera jusqu'à la fin de sa vie. Il est promu professeur assistant en 1940, puis professeur en 1944.
En 1956 il devient membre de la National Academy of Sciences. Au cours de sa carrière il reçoit de nombreux prix dont le American Chemical Society (ACS) Award for Creative Work in Synthetic Organic Chemistry (littéralement prix de l'American Chemical Society pour la créativité en synthèse organique) en 1961, la médaille Morley donné par la section de Cleveland (Ohio) de l'ACS en 1969, la médaille Wilbur Lucius Cross donnée par l'Université Yale en 1975, un grade de docteur honoris causa par l'University of New Orleans en 1975, le prix de la section de Columbus de l'ACS en 1976, et la médaille Sullivant par l'Université de l'État de l'Ohio en 1976.
Il continue ses recherches jusqu'à la fin de sa vie. Il décède le 30 mai 1993 à Columbus